# Diplodon
Diplodon es un género de almejas de agua dulce de la familia Hyriidae. 
El género incluye las siguientes especies:
- Diplodon chilensis
- Diplodon dunkerianus
- Diplodon expansus
- Diplodon fontaineanus
- Diplodon granosus
- Diplodon pfeifferi

Diplodon websteri es un sinónimo de Cucumerunio websteri.